# Calliandra harrisii
Calliandra harrisii är en ärtväxtart som först beskrevs av John Lindley, och fick sitt nu gällande namn av George Bentham. Calliandra harrisii ingår i släktet Calliandra och familjen ärtväxter. Inga underarter finns listade i Catalogue of Life.